# Bộ Thể thao (Brasil)
Bộ Thể thao (tiếng Bồ Đào Nha: Ministério do Esporte) là Bộ liên bang cấp nội các ở Brasil được thành lập lần đầu vào năm 1995 với tên gọi "Bộ Thể thao Đặc biệt" do Pelé làm Bộ trưởng; năm 1998, Bộ được đổi tên thành "Bộ Thể thao và Du lịch". Đến năm 2003, Bộ Du lịch được tách riêng và Bộ được gọi là "Bộ Thể thao". Vào năm 2019, Bộ đã bị giải thể bởi Jair Bolsonaro, Tổng thống thứ 38 của Brasil và được gộp vào Bộ Công dân. Đến nhiệm kỳ Tổng thống thứ 39 của Brasil, Luiz Inácio Lula da Silva, ông đã tuyên bố khôi phục lại Bộ vào năm 2023 với Ana Moser là Bộ trưởng mới.

## Bộ trưởng
| Bộ trưởng                            | Tên chức vụ                          | Nhiệm kỳ             | Nhiệm kỳ             | Tổng thống                |
| Bộ trưởng                            | Tên chức vụ                          | Bắt đầu              | Kết thúc             | Tổng thống                |
| ------------------------------------ | ------------------------------------ | -------------------- | -------------------- | ------------------------- |
| Pelé                                 | Đặc mệnh Bộ Thể thao                 | 1 tháng 1 năm1995    | 1 tháng 1 năm 1999   | Fernando Henrique Cardoso |
| Rafael Greca                         | Bộ Thể thao và Du lịch               | 1 tháng 1 năm1999    | 5 tháng 5 năm 2000   | Fernando Henrique Cardoso |
| Carlos Melles                        | Bộ Thể thao và Du lịch               | 9 tháng 5 năm 2000   | 8 tháng 3 năm 2002   | Fernando Henrique Cardoso |
| Caio Cibella de Carvalho             | Bộ Thể thao và Du lịch               | 8 tháng 3 năm 2002   | 1 tháng 1 năm 2003   | Fernando Henrique Cardoso |
| Agnelo Queiroz                       | Bộ trưởng Bộ Thể thao                | 1 tháng 1 năm 2003   | 1 tháng 2 năm 2003   | Luiz Inácio Lula da Silva |
| Francisco Gil Castello Branco Neto   | Bộ trưởng Bộ Thể thao                | 1 tháng 2 năm 2003   | 2 tháng 2 năm 2003   | Luiz Inácio Lula da Silva |
| Agnelo Queiroz                       | Bộ trưởng Bộ Thể thao                | 2 tháng 2 năm 2003   | 1 tháng 4 năm 2006   | Luiz Inácio Lula da Silva |
| Orlando Silva                        | Bộ trưởng Bộ Thể thao                | 1 tháng 4 năm 2006   | 1 tháng 1 năm 2011   | Luiz Inácio Lula da Silva |
| Orlando Silva                        | Bộ trưởng Bộ Thể thao                | 1 tháng 1 năm 2011   | 26 tháng 10 năm 2011 | Dilma Rousseff            |
| Aldo Rebelo                          | Bộ trưởng Bộ Thể thao                | 27 tháng 10 năm 2011 | 1 tháng 1 năm 2015   | Dilma Rousseff            |
| George Hilton                        | Bộ trưởng Bộ Thể thao                | 1 tháng 1 năm 2015   | 31 tháng 3 năm 2016  | Dilma Rousseff            |
| Ricardo Leyser                       | Bộ trưởng Bộ Thể thao                | 31 tháng 3 năm 2016  | 12 tháng 5 năm 2016  | Dilma Rousseff            |
| Leonardo Picciani                    | Bộ trưởng Bộ Thể thao                | 12 tháng 5 năm 2016  | 10 tháng 4 năm 2018  | Michel Temer              |
| Leandro Cruz Fróes da Silva          | Bộ trưởng Bộ Thể thao                | 10 tháng 4 năm 2018  | 1 tháng 1 năm 2019   | Michel Temer              |
| Giải thể - một phần của Bộ Công dân. | Giải thể - một phần của Bộ Công dân. | 1 tháng 1 năm 2019   | 31 tháng 12 năm 2022 | Jair Bolsonaro            |
| Ana Moser                            | Bộ trưởng Bộ Thể thao                | 1 tháng 1 năm 2023   | Đương nhiệm          | Luiz Inácio Lula da Silva |